# 那不勒斯公園 (佛羅里達州)
那不勒斯公園（英語：Naples Park）是位於美國佛羅里達州科利爾縣的一個人口普查指定地區。

## 地理
那不勒斯公園的座標為26°05′23″N 81°43′30″W / 26.08972°N 81.72500°W，而該地最高點為海拔高度4米（即13英尺）。

## 人口
根據2010年美國人口普查的數據，那不勒斯公園的面積為3.20平方千米，當中陸地面積為3.20平方千米，而水域面積為0.00平方千米。當地共有人口5967人，而人口密度為每平方千米1,864人。